# شناخت روش علمی در علوم رفتاری
شناخت روش علمی در علوم رفتاری کتابی از حیدرعلی هومن با هدف آشنایی با زبان و تفکر علمی در حوزه علوم رفتاری است. این کتاب در سال ۱۳۷۳ از سوی نشر پارسا منتشر شد و بعدها انتشارات سمت آن را بازنشر کرد.

## جوایز
این کتاب در مراسم کتاب سال جمهوری اسلامی ایران به‌عنوان کتاب شایسته تقدیر معرفی شد.